# 佐々木男也
佐々木 男也（ささき おなり、天保7年5月26日（1836年7月9日） - 明治26年（1893年）11月25日）は、幕末の長州藩士、明治期の実業家。
実名（諱）は一貫。別名に仙之助。また宇多朔太郎・牧山騎之助と変名した。

## 経歴
長州藩遠近附士・佐々木五郎兵衛の子として、長門国萩で生まれる。文久2年（1862年）右筆となり、文久3年（1863年）学習院用掛となって以降京都で国事に奔走する。同年の八月十八日の政変後も暫く京都に潜伏するが、間もなく帰国した。帰国後は政務座見習や蔵元役を務め、元治元年（1864年）禁門の変では福原元僴の隊に所属して戦うが、敗戦とともに再び潜伏。桂小五郎とともに鳥取藩邸への援助を求めるも断られたために再び長州へ逃れた。同年の内に八重垣隊を結成し、間もなく南園隊と改称して自身はその総督となる。慶応元年（1865年）長州の他隊とともに長州藩へクーデタを起こしてこれに勝利し、藩論の転換に成功。慶応2年（1866年）第二次長州征伐の際には石州口の主軍としって幕府軍と交戦しこれを破った。慶応3年（1867年）には南園隊と義昌隊が合流して結成された振武隊の総督を務め、戊辰戦争では北越戦争で活躍した。
維新後は山口藩国政方、施政司試補を歴任したのち、第百十国立銀行支配人、共同運輸会社支配人、日本郵船支配人を務めた。
明治26年（1893年）下関で没。墓所は東京都台東区にある谷中霊園。

## 登場作品
テレビドラマ
- 『龍馬伝』（2010年、NHK大河ドラマ　演:佐藤滋）